# 婆羅紋唇魚
婆羅紋唇魚（学名：Osteochilus borneensis）是輻鰭魚綱鯉形目鯉科的其中一個種，分布於亞洲蘇門答臘及婆羅洲卡普阿斯河流域，體長可達28.2公分，棲息在中底層水域。
其种加词“borneensis”意为“婆罗洲的”。